# Antonviertel

Innenraum der Pfarrkirche St. Anton

Das Antonviertel ist ein Stadtviertel im Süden der oberbayerischen Stadt Ingolstadt. Es liegt südlich der Donau und umfasst das Gebiet zwischen dem südlichen Brückenkopf und dem Bahnhofsviertel. Das Viertel bildet den Unterbezirk 121 im Stadtbezirk XII Münchener Straße. Seine Fläche beträgt 117,2 Hektar, die Einwohnerzahl liegt bei 6043 (Stand: 31. Dezember 2017).
Benannt ist das Viertel nach der Pfarrkirche St. Anton, die zwischen 1914 und 1925 errichtet wurde.